# La Collada (Fontpedrosa)
La Collada és un coll de 1.530,7 metres d'altitud, en el límit dels termes comunals de Canavelles i Fontpedrosa, a la comarca del Conflent, de la Catalunya del Nord. És a l'extrem septentrional del terme de Fontpedrosa, al sector d'aquest terme situat a l'esquerra de la Tet, i al sud del de Canavelles. Es troba a prop a llevant del Roc de la Terrossera, i a ponent, més lluny, del Roc de Mallorca.